# Paula Hawkins
Paula Hawkins (Harare, 26 d'agost de 1972) és una escriptora britànica, autora de la novel·la La noia del tren.

## Biografia
Hawkins va néixer i va créixer a Salisbury, Rhodèsia (actualment Harare, Zimbabwe). El seu pare era professor d'economia i periodista econòmic. Es va traslladar a Londres el 1989 quan tenia 17 anys i més tard va estudiar filosofia, política i economia a la Universitat d'Oxford. Va treballar com a periodista pel The Times, en la seva secció econòmica i més tard per a diverses publicacions com a autònoma i també va escriure un llibre d'assessorament financer per a dones, The Money Goddess.
Cap al 2009, va començar a escriure novel·les romàntiques amb el pseudònim Amy Silver, entre les quals es troba Confessions of a Reluctant Recessionist, sense aconseguir l'èxit comercial fins que va canviar la temàtica de les seves novel·les. El 2015 va publicar La noia del tren, que va suposar un gran èxit comercial, és una novel·la de misteri que tracta temes com la violència masclista o l'abús de l'alcohol. Va trigar sis mesos, treballant de forma intensiva per escriure aquest llibre, en un moment en el qual es trobava en dificultats financeres, que la van portar a demanar un préstec a son pare per poder enllestir el seu treball.
DreamWorks en va adquirir els drets cinematogràfics el 2014, abans de la publicació del llibre. La pel·lícula La noia del tren, dirigida per Tate Taylor i protagonitzada per Emily Blunt, Haley Bennett i Rebecca Ferguson es va estrenar el 2016. El guió va anar a càrrec d' Erin Cressida Wilson, guionista també de films com Men, Women & Children (2014) i Secretary (2002).